# Csaba Palotaï

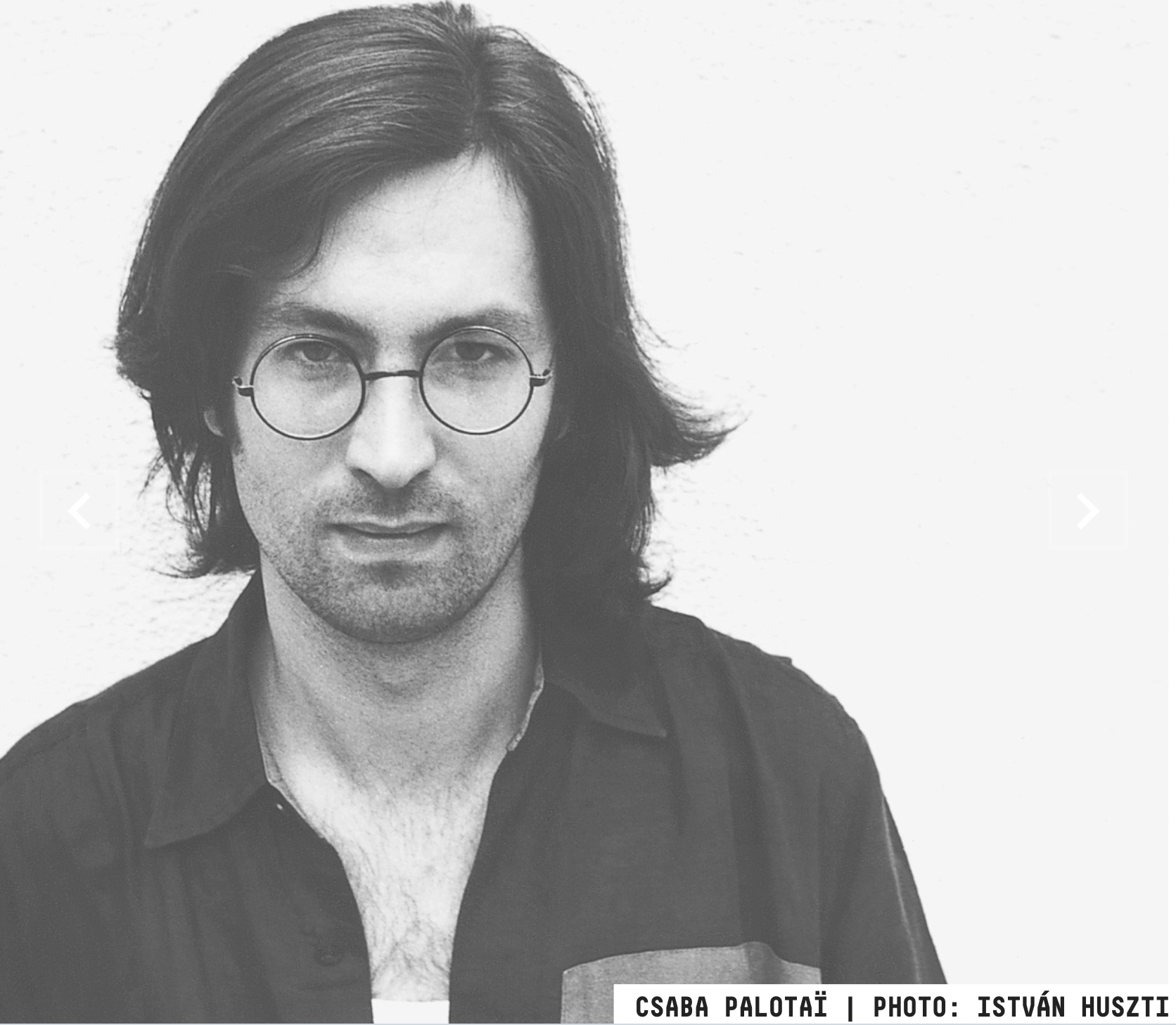
Csaba Palotaï 2002 - photo István Huszti

Csaba Palotaï (Csaba Lajos Palotai), né en 1972 à Budapest, est un compositeur et guitariste hongrois. Il vit à Paris, France, depuis 1996.

## Biographie

### Jeunesse et formation
Il grandit à Budapest. Il est d’abord autodidacte puis il prend des cours avec Sándor Horányi (hu) puis entre 1993 et 1996 l'Université de musique Franz-Liszt de Budapest avec Gyula Babos (en). Pendant ces années d'études, il joue aussi avec des musiciens de la scène jazz de Budapest : Imre Kőszegi (hu), Kristóf Bacsó (de), Kálmán Oláh (de), Róbert Szakcsi Lakatos (de)... En 1996, il entre au Conservatoire national supérieur de musique de Paris en classe de jazz et musiques improvisées sous la direction de François Jeanneau. 
En 2005, il participe au « Summer Program » au Banff Centre au Canada, et y rencontre ainsi Bill Frisell, Dave Douglas et Mark Feldman.  

### Musiques personnelles
En 2001, il monte son quintet le Grupa Palotaï avec Thomas de Pourquery, Rémi Sciuto, Didier Havet et Nicolas Mathuriau, puis Joe Quitzke (de). Ce quintet joue du « garage jazz » , une musique qui est enracinée dans le blues, le free jazz, et la musique de l’Europe de l’Est. La collaboration entre Csaba Palotaï et le label BMC Records (hu) commence avec le Grupa Palotaï et la sortie de trois albums entre 2002 et 2007.
En 2016, il sort un album guitare solo The Deserter,, avec lequel il reprend sa collaboration avec le label BMC Records. Cet album est  classé dans les meilleurs albums de l'année par la revue New York City Jazz Records, Best of 2016 – mention spéciale. Il reçoit aussi la « mention  indispensable » dans Jazz News (n°59, février 2017).
Entre 2018 et 2023, il compose et enregistre trois albums (sortis sous le label BMC Records) avec le batteur, percussionniste et producteur Steve Argüelles (en), dans trois formations différentes : Antiquity un trio avec le saxophoniste Rémi Sciuto et en invité le violoncelliste Vincent Segal ; Cabane Perchée,, un duo de guitare, percussion, objets et guitares préparés, entièrement acoustique autour de la musique de Bartok et de Moondog ; Sunako, un trio plus électrique aux sonorités de « desert blues » en collaboration avec le bassiste-guitariste Simon Drappier. 

## Collaborations

### Jazz
En 2006, il joue « Cobra » avec John Zorn à Budapest. Depuis 2019, il fait partie du septet d’Yves Rousseau Fragments avec Thomas Savy, Géraldine Laurent, Jean-Louis Pommier, Etienne Manchon, Vincent Tortiller. Depuis 2020, Il fait partie du quintet d’Antoine Berjeaut (de) aux côtés de Gautier Toux, Enzo Carniel, Arnaud Dolmen. Et en 2023, il rejoint Sylvain Rifflet pour son projet Aux Anges aux côtés de Benjamin Flament et Yoann Loustalot (de).

### Chanson et rock
Il commence à travailler avec Emily Loizeau en 2009, collabore aux enregistrements des albums, aux arrangements, participe à des tournées et à d'autres projets d'Émily Loizeau : avec la chanteuse lyrique Claire Lefilliâtre, avec le conteur camerounais Ze Jam Afane, avec la comédienne Julie-Anne Roth. Il collabore également avec les chanteurs Wladimir Anselme, Zsuzsanna Várkonyi, Bertrand Belin, avec Sébastien Souchois pour son album co-écrit avec Brigitte Giroud. Il fait partie du projet Playing Carver,, en 2014, avec John Parish, Boris Boublil, Marta Collica, Jeff Hallam, Marion Grandjean et Marc Chonier. Et il est co-leader, du trio "Blind Seats" avec Emmanuel Marée et Boris Boublil.

### Musiques narratives
Il a composé également pour des spectacles du GK Collective mis en scène par Gabriella Cserháti ; pour des spectacles de la compagnie Auriculaire ; pour des fictions de France Culture réalisées par Christophe Hocké. Il compose la musique de plusieurs créations de pour La Compagnie s’appelle reviens d’Alice Laloy. Avec Ferdinand Doumerc, Rebecca Feron et Audrey Spiry, il joue dans le spectacle I d'îles.

## Discographie partielle

### En tant leader, compositeur et guitariste
- 2002 : Grupa Palotaï, Minimyths (BMC)
- 2004 : Grupa Palotaï, Stompy Trashy (BMC)
- 2007 : Grupa Palotaï, Singapore (BMC)
- 2016 : The Deserter  (BMC)
- 2019 : Antiquity (BMC), avec Steve Argüelles et Rémi Sciuto - Feat. Vincent Segal.
- 2021 : Cabane Perchée (BMC), avec Steve Argüelles.

### En tant que co-leader, compositeur et guitariste
- 2014 : Playing Carver, avec Boris Boublil, John Parish, Jeff Hallam, Marta Collica , Marion Grandjean et Marc Chonier.
- 2019 : Blind Seats, avec Boris Boublil et Emmanuel Marée.
- 2022 : *** (GRRR), avec Jean-Jacques Birgé et Fabiana Striffler
- 2023 : Sunako (BMC), avec Steve Argüelles et Simon Drappier.

### Autres participations
- 2011 : Les heures courtes de Wladimir Anselme.
- 2012 : Mothers and Tygers d'Emily Loizeau
- 2014 : Bánat de Zsuzsanna Várkonyi
- 2016 : Mona d'Emily Loizeau
- 2017 : Origami d'Emily Loizeau
- 2018 : Esclandre de Wladimir Anselme.
- 2020 : Fragments d'Yves Rousseau
- 2020 : Run Run Run[23], hommage à Lou Reed, avec Emily Loizeau et Julie-Anne Roth
- 2021 : Blind Seats
- 2021 : Icare d'Emily Loizeau
- 2022 : Chromesthesia d'Antoine Berjeaut
- 2023 : Mu de Boris Boublil